# Filippo Giustini

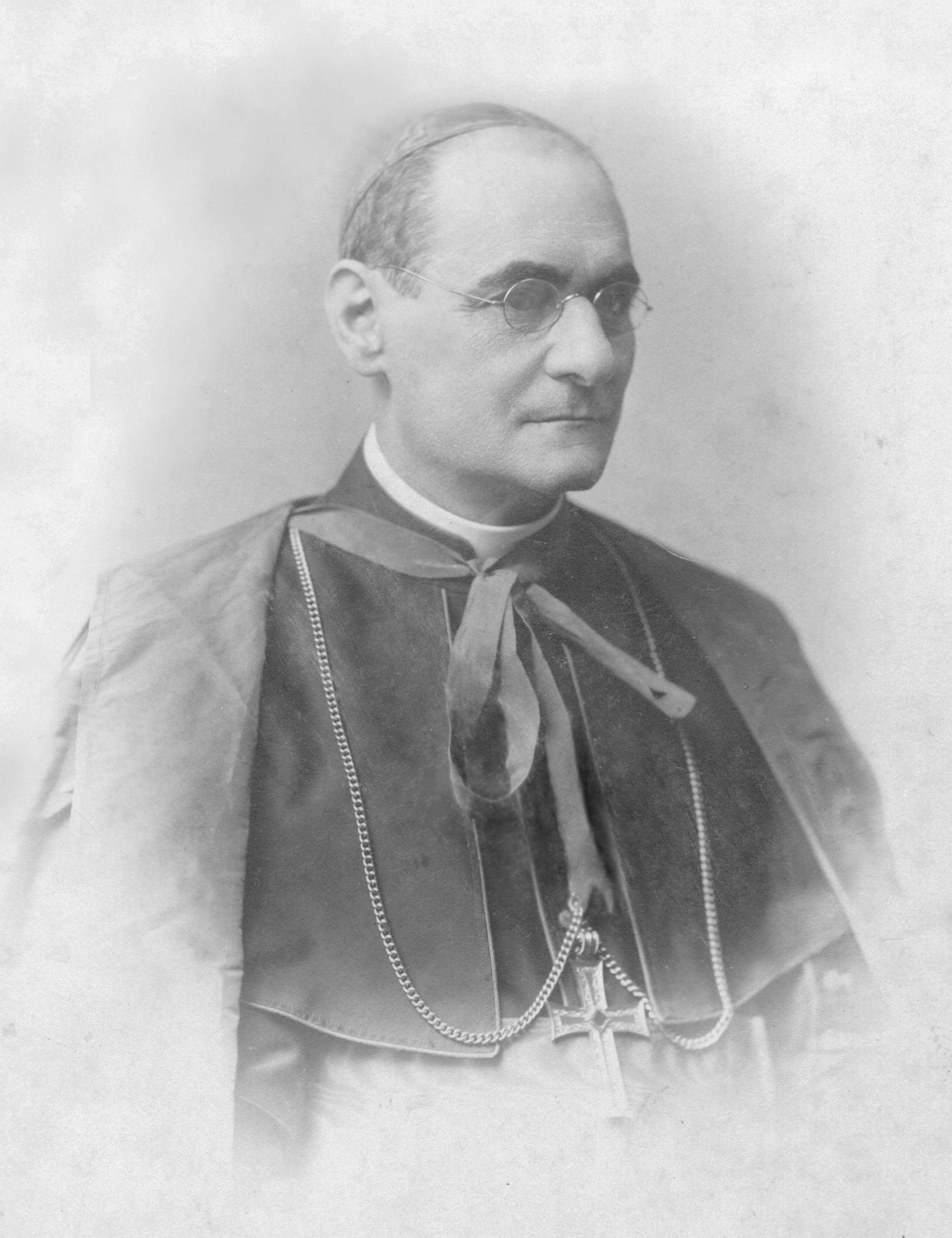
Filippo Kardinal Giustini

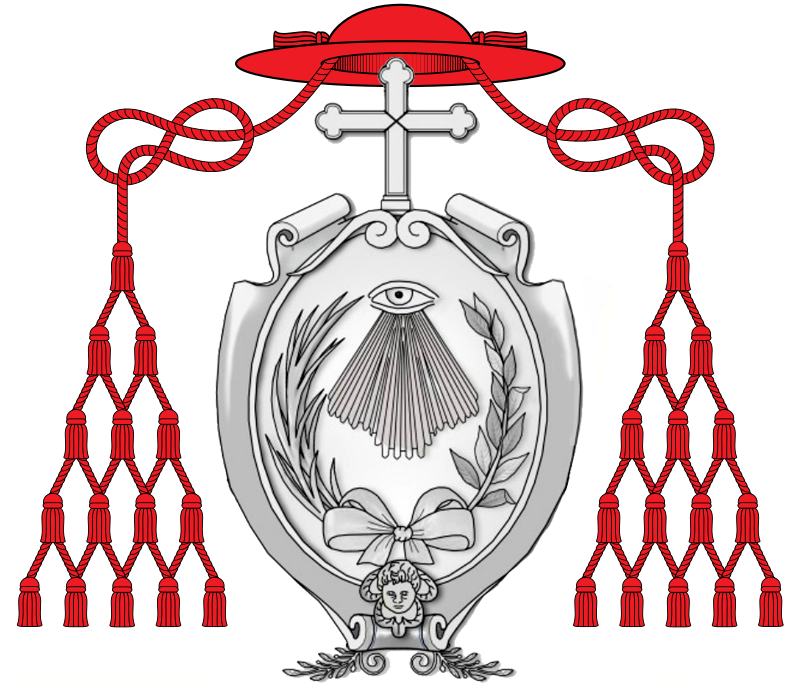
Kardinalswappen

Filippo Kardinal Giustini (* 8. Mai 1852 in Cineto Romano, Provinz Rom Italien; † 18. März 1920 in Rom) war ein Kurienkardinal der römisch-katholischen Kirche.

## Leben
Filippo Giustini erhielt seine theologische und philosophische Ausbildung im Seminar von Tivoli und in Rom. Er empfing am 23. Dezember 1876 das Sakrament der Priesterweihe und arbeitete anschließend als Dozent in Tivoli und Rom. 1886 ernannte ihn Papst Leo XIII. zum Geheimkämmerer Seiner Heiligkeit, 1891 zum Kanoniker der Basilika Santa Maria in Trastevere. Ab 1892 arbeitete Filippo Giustini als Berater für die Glaubenskongregation, 1897 wurde er Rechnungsprüfer der Rota Romana, 1902 Sekretär der Kongregation für die Bischöfe. Filippo Giustini gehörte ab 1904 der Päpstlichen Kommission für die Kodifizierung des Kanonischen Rechts an und wurde 1908 Sekretär der Sakramentenkongregation.
Papst Pius X. nahm Filippo Giustini am 25. Mai 1914 als Kardinaldiakon mit der Titeldiakonie Sant’Angelo in Pescheria in das Kardinalskollegium auf. Papst Benedikt XV. übertrug Filipo Kardinal Giustini am 14. Oktober 1914 das Amt des Präfekten der Sakramentenkongregation. 
Filipo Kardinal Giustini starb am 18. März 1920 in Rom und wurde auf dem dortigen Friedhof „Campo Verano“ bestattet.